# شیرینی بریلی
شیرینی بریلی (به هندی: Bareilly Ki Barfi) یا بریلی برفی فیلمی محصول سال ۲۰۱۷ و به کارگردانی آشوینی آیر تیواری است. در این فیلم بازیگرانی همچون کریتی سانون، آیوشمان کورانا، راجکومار رائو و پانکاج تریپاتی ایفای نقش کرده‌اند.